# Арам, Аббас
Аббас Арам (перс. فارسی‎ — 'Abbas Aram') (1906—1985, Тегеран, Иран) — иранский дипломат и государственный деятель, министр иностранных дел Ирана (1959—1960 и 1960—1966).

## Биография
На дипломатической службе с 1931 г., долгое время работал в центральном аппарате МИД.
- 1943—1945 гг. — заместитель начальника Третьего политического отдела МИД,
- 1945—1946 гг. — первый секретарь посольства в Швейцарии,
- 1946, 1949 и 1950 гг. — советник посольства и торговый представитель в США,
- 1948 г. — представитель Ирана на Генеральной ассамблее ООН,
- 1951—1953 гг. — начальник Четвертого политического отдела МИД,
- 1953 г. — посол в Ираке,
- 1953 г. — Временный поверенный в делах в США, торговый представитель (1953—1956),
- 1957 г. — генеральный директор МИД по политическим вопросам,
- 1958—1959 гг. — посол в Японии,
- 1959—1960 и 1960—1966 гг. — министр иностранных дел Ирана. На этом посту добился улучшения отношений с Советским Союзом и социалистическими странами. Весной 1963 г. представлял Иран на одиннадцатой сессии Совета министров иностранных дел стран Организации Центрального Договора в Карачи, Пакистан,
- 1967—1969 гг. — посол в Великобритании,
- 1973-? гг. — первый посол Ирана в КНР.

После Исламской революции был арестован, но через некоторое время освобожден.